# Teerofenbrücke
Teerofenbrücke ist ein Wohnplatz, der zum Schwedter Ortsteil Hohenfelde gehört. Der Name stammt vom 1745 dort errichteten Teerofen zur Holzkohlen- und Teergewinnung sowie der dort 1913/14 angelegten Brücke nach dem Ausbau der Hohensaaten-Friedrichsthaler Wasserstraße. Die Brücke wurde in den letzten Tagen des Zweiten Weltkriegs gesprengt und später neu errichtet. Sie ist die letzte Brücke über diesen Kanal und liegt bei Stromkilometer 130,85 der Havel-Oder-Wasserstraße. „Teerofenbrücke“ ist auch der Straßenname des Abzweigs von der Bundesstraße 2 zu diesem Wohnplatz.
Teerofenbrücke ist nicht dauerhaft bewohnt. Hier befindet sich seit 1998 die Wildnisschule Teerofenbrücke, eine im Nationalpark Unteres Odertal gelegene Umweltbildungs- und Naturerholungseinrichtung, die von der gemeinnützigen Internationalpark Unteres Odertal gGmbH betrieben wird. Die Einrichtung umfasst 13 Bungalows in Holzbauweise sowie ein Versorgungsgebäude und das Nationalparklabor. Das Gelände wurde vor der Wiedervereinigung Deutschlands als Betriebsferienlager des Petrolchemischen Kombinats genutzt.